# Foulard Bianchi
I Foulard Bianchi (nome originale Foulards Blancs in francese) sono una comunità scout italiana cattolica che fa parte della Communauté Notre Dame De Lourdes fondata a Lourdes nel 1926. Si dichiara «comunità di servizio libera da qualsiasi forma di assistenzialismo». Ne fanno parte gli scout che indossano il caratteristico fazzolettone bianco.

## In Francia
I Foulards Blancs vennero fondati a Lourdes il 20 agosto 1926 come Reparto d'Onore 1° Lourdes dell'Immacolata Concezione per volontà del gesuita Jacques Sevin (1882-1951), fondatore dell'Associazione Scouts de France, dopo un'esperienza di pellegrinaggio del 1922 degli Scouts de France, come settore specifico per l'accompagnamento dei malati in pellegrinaggio a Lourdes. Padre Sevin mise a capo del reparto Edouard De Macedo e l'abate Antoine-Louis Cornette. Le prime tre promesse dei Foulards Blancs vennero pronunciate il 21 agosto 1926. Dopo l'interruzione dovuta al secondo conflitto bellico nel 1947 il generale Joseph Lafont, capo dell'associazione Scouts de France, riorganizzò il reparto trasformandolo in Clan, e nel 1948 venne ufficialmente costituito il Feu et Clan Scout des Hospitaliers de Notre-Dame de Lourdes ("Fuoco e Clan Scout degli Ospitalieri di Nostra Signora di Lourdes").
Nel 1966 papa Paolo VI ricevette i Foulards Blancs a Roma e Assisi, in occasione del loro primo pellegrinaggio internazionale.
Nel 1973 la comunità venne chiusa. Da allora ci furono molte iniziative private di singoli scout che tentarono di ricreare i Foulards Blancs. Nacque così la Fraternità Scout mista di Nostra Signora di Lourdes, aperta a tutti i movimenti cattolici. L'associazione degli Scouts d'Europa, tuttavia, essendo in disaccordo con la sostanziale gestione divisa fra Scouts de France e Scouts unitaires de France, nel 1975 fondò un movimento parallelo: i Foulards Bleus.
Nel 2003 Foulards Blancs e Foulards Bleus si riunirono nuovamente in un'unica comunità.

## In Italia
In Italia Luciano Ferraris insieme al salesiano don Dusan Stefani, capi entrambi del gruppo Associazione scouts cattolici italiani (ASCI) Torino 24, il 17 maggio 1958 fondano il Clan des Hospitaliers Notre Dame de Lourdes sezione staccata del Clan Internazionale NDL. Nel 1959 anche alcune capo e scolte dell'Associazione guide italiane (AGI) di Torino daranno vita al Feu Notre Dame e nel 1970 il Clan e il Feu si unirono per dar vita alla Comunità Italiana Foulard Bianchi. 
Il movimento è stato rappresentato dalla "Comunità Scout italiana Notre-Dame de Lourdes Foulard Bianchi" (conosciuta anche come Comunità F.B.), riconosciuta nel 1984 dall'Associazione Guide e Scouts Cattolici Italiani (AGESCI) e dal Movimento Adulti Scouts Cattolici Italiani (MASCI). Con l’assembrea Nazionale del 2017 la Comunità si è aperta ad altre associazioni scout cristiane e cattoliche riconosciute dalla CEI o ai membri delle associazioni riconosciute dalla Organizzazione Mondiale del Movimento Scout. Il 14 febbraio 2020 è stata costituita l'Associazione Comunità scout italiana Foulard bianchi - Organizzazione di volontariato, con gli stessi scopi e in continuità della Comunità F.B., con un suo statuto approvato il 20 gennaio 2020.  
Associazione regolarmente riconosciuta da AGESCI e MASCI in data 26 settembre 2020, in quanto rivolge le proprie attività: 
- ai soci giovani proponendo esperienze di servizio nel mondo della sofferenza ed esperienze di spiritualità Mariana, come occasione di riflessione, confronto, verifica;
- ai soci adulti e agli assistenti ecclesiastici come opportunità di impegno di servizio alla sofferenza, crescita spirituale, testimonianza di carità operosa, occasione di formazione permanente da inserire nel proprio Progetto di capo;
- agli Adulti scout come impegno di servizio alla sofferenza, proposta di approfondimento del cammino di fede e occasione di formazione permanente.

All'interno dell'AGESCI, la comunità trova espressione in uno specifico settore nazionale.

## La progressione dei Foulard Bianchi
La comunità offre a coloro che desiderano iscriversi una specifica progressioni in tre fasi. Questa è un cammino personale e spirituale che trova la sua massima espressione nel servizio a Lourdes. 
Prendere il foulard bianco è un segno della scelta personale di servizio a Lourdes e di appartenenza alla comunità. 
La promessa del Foulard bianco è il rinnovo della promessa Scout con l'aggiunta di una menzione speciale per questo servizio.
"[...] Mi impegno, inoltre, a servire i malati e i giovani a Lourdes e ovunque, nello spirito dell'Hospitalité Notre Dame De Lourdes."
Non è solo un impegno a fare "di più", ma un impegno "a più": il foulard bianco si impegna in un modo personale a servire tutti i malati, per quanto possibile, ovunque si trovi e in particolare a Lourdes.
I membri della comunità si dividono in "postulanti", "novizi" e "titolari". Il Postulante che ha frequentato per almeno un anno la Comunità regionale e ha prestato servizio a Lourdes in pellegrinaggio, stage o campo di servizio può chiedere di divenire Novizio FB e riceve il fazzolettone bianco senza trigramma e il distintivo di appartenenza alla comunità che verrà applicato sulla manica destra al di sopra del distintivo di gruppo o regionale. Il Novizio può diventare Titolare nel 3° anno di servizio a Lourdes, dopo aver partecipato al MUF (Momento Unitario di Formazione). Durante la cerimonia. alla presenza di almeno un Titolare, pronuncia la promessa dei Foulard Bianchi e firma la Carta di Comunità. Riceve il trigramma che va applicato sulla punta del fazzolettone bianco e sulla tasca destra della camicia scout, insieme agli altri distintivi previsti dalla associazione di appartenenza.
Entrambe le cerimonie avvengono esclusivamente a Lourdes. 
La Promessa dei Foulard Bianchi integra quella classica scout, aggiungendo l'impegno «a servire i malati e i giovani a Lourdes e ovunque, nello spirito dell'Hospitalité Notre Dame De Lourdes».